# Piabarchus
Piabarchus es un género de peces caracínidos de agua dulce de la subfamilia Stevardiinae. Sus tres especies habitan en aguas templadas y cálidas de América del Sur, y son denominadas comúnmente mojarras o tambaquíes. La especie que alcanza mayor longitud (Piabarchus stramineus) ronda los  11,4 cm de largo total; publicándose pesos de 19,9 g.

## Taxonomía
Este género fue descrito originalmente en el año 1928 por el ictiólogo estadounidense George S. Myers. La especie tipo adoptada es Piabina analis (Piabarchus analis), descrita en 1914 con ejemplares del Río Alto Paraguay por el ictiólogo estadounidense, nacido en Alemania, Carl H. Eigenmann.
Subdivisión
Este género se subdivide en tres especies:
- Piabarchus analis (C. H. Eigenmann, 1914)
- Piabarchus torrenticola Mahnert & Géry, 1988[4]
- Piabarchus stramineus (C. H. Eigenmann, 1908)[5]

Una revisión de la subfamilia Stevardiinae efectuada en 2015 transfirió a Piabarchus a Piabarchus stramineus desde el género Bryconamericus.